# Приднепровский голос
«Приднепровский голос» (рос.)(«Придніпровський голос») — щоденна літературно-суспільна та політично-економічна газета, що виходила в місті Кременчук, Полтавська губернія, в 1912—1919 роках. Усього від початку публікацій до 1917 року вийшло не менш ніж 1389 номерів. Редакція і контора газети знаходились на розі вулиць Катерининській (Леніна, натепер — Соборна) і Херсонській (Карла Маркса, натепер — Лейтенанта Покладова). 

## Історія
«Приднепровский голос» заміняв тимчасово закриті газети «Кременчугский голос» і «Кременчугское слово».
1913 року в дні невиходу газети «Приднепровский голос» видавалась газета «Приднепровские отклики».

## Випуски за роками
датування за старим стилем
- 1912 — № 1 (2-II) — № 195 (30-XII)
- 1913 — № 196 (1-I) — № 494 (31-XII)
- 1914 — [№ 495], № 496 (3-I) — № 795 (31-XII)
- 1915 — № 796 (1-I) — № 1094 (31-XII)
- 1916 — № 1095 (1-I) — № 1389 (31-XII).

Після цього газета продовжувала виходити щонайменше до 1919 року. Була зачинена більшовиками, втім у 1919 деникінці дали дозвіл некоему д-ру Епштейну на відновлення публікації газети [1].
У газеті 1915 року було опубліковано перші оповідання письменника Д. М. Стонова [4].